# آدم هوب (سياسي)
آدم هوب (بالإنجليزية: Adam Hope)‏ هو سياسي كندي، ولد في 8 يناير 1813، وتوفي في 7 أغسطس 1882. حزبياً، نشط في الحزب الليبرالي الكندي. وقد انتخب عضو مجلس الشيوخ الكندي.